# راننده‌موریان
راننده‌موریان (نام علمی: Dorylinae) نام یک زیرخانواده از تیره مورچه است.